# 金春智子
金春 智子（こんぱる ともこ、本名：同じ、1956年〈昭和31年〉3月13日 -）は、日本の脚本家、小説家。奈良県奈良市出身。血液型AB型。アニメの脚本では豊富なキャリアを有し、漫画家の高橋留美子絡みの作品が多い。

## 来歴
上智大学外国語学部英語学科卒業。大学時代に作ったSFサークル名は「アニメディア」。大学4年のときに脚本家の辻真先が主宰する劇画まんが原作教室に通い、アニメコースに通ったのが脚本家デビューのきっかけ。1977年、辻の講座の課題として出されたテレビアニメ『一休さん』の脚本が認められて、3か月の推敲を経て「ギヤマンの壷と一尺の板」として放送された、以後、『一休さん』には3か月に1度のペースで執筆を続け、続けて『花の子ルンルン』でレギュラー脚本家の座を掴む。
1983年には、劇場アニメ版の脚本を担当していた『うる星やつら』のノベライズで小説家デビューした。アニメのノベライズの他に、趣味の海外旅行を活かした「お嬢さま作家・春菜の事件簿」シリーズなどがある。1984年7月に高屋敷英夫と結婚。
高橋留美子とは、前述の「春菜の事件簿」シリーズの表紙絵を全て高橋が描き下ろしたこと、また逆にアニメ本編では脚本を書いていない『人魚の森』や『犬夜叉』のノベライズを金春が執筆していることでもわかるように関係が良いことで知られるが、これはお互いに熱狂的な阪神ファンであることも大きいようである。『うる星やつら』では、TVアニメ218話中わずか1話しか脚本執筆していないにもかかわらず、ほぼ同じメンバーで作られた劇場版では6本中4本の脚本を担当している。
同じく脚本家の高屋敷英夫と一時夫婦であったが、後に離婚した。祖父は能楽シテ方金春流七十八世宗家で名人と謳われた金春八条。父もシテ方金春流の能楽師・金春欣三である。

## 参加作品

### テレビアニメ
1975年
- 一休さん（1975年 - 1982年、脚本）

1979年
- 花の子ルンルン（1979年 - 1980年、脚本）

1980年
- 魔法少女ララベル（1980年 - 1981年、脚本）
- おじゃまんが山田くん（脚本）

1981年
- Dr.スランプ アラレちゃん（1981年 - 1986年、脚本）
- 新ど根性ガエル（1981年 - 1982年、脚本）
- うる星やつら（1981年 - 1986年、脚本）

1982年
- Dr.スランプアラレちゃん ペンギン村英雄伝説（脚本）
- パタリロ!（1982年 - 1983年、脚本）
- 魔法のプリンセス ミンキーモモ（1982年 - 1983年、脚本）
- さすがの猿飛（1982年 - 1984年、脚本）
- 忍者マン一平（脚本）

1983年
- キャッツ♥アイ（1983年 - 1985年、脚本）

1984年
- ガラスの仮面（第1作、脚本）
- ルパン三世 PARTIII（1984年 - 1985年、脚本）

1985年
- 夢の星のボタンノーズ（1985年 - 1986年、脚本）
- タッチ（1985年 - 1987年、脚本）
- ダーティペア（脚本）

1986年
- めぞん一刻（1986年 - 1988年、脚本）
- あんみつ姫（脚本）
- メイプルタウン物語（1986年 - 1987年、脚本）

1987年
- 陽あたり良好!（1987年 - 1988年、脚本）
- レディレディ!!（1987年 - 1988年、脚本）

1988年
- 燃える!お兄さん（脚本）
- ホワッツマイケル（1988年 - 1989年、脚本）
- ハロー!レディリン（1988年 - 1989年、脚本）
- それいけ!アンパンマン（1988年 - 、脚本）

1989年
- 魔法使いサリー（第2作、脚本）

1991年
- チエちゃん奮戦記 じゃりン子チエ（1991年 - 1992年、脚本）
- おにいさまへ…（1991年 - 1992年、シリーズ構成・脚本）

1992年
- 姫ちゃんのリボン（1992年 - 1993年、脚本）
- コボちゃん（1992年 - 1994年、脚本）

1994年
- 赤ずきんチャチャ（1994年 - 1995年、脚本）

1995年
- 飛べ!イサミ（1995年 - 1996年、シリーズ構成〈元夫高屋敷英夫との共作〉・脚本）

1996年
- きこちゃんすまいる（1996年 - 1997年、脚本）
- こどものおもちゃ（1996年 - 1998年、脚本）

1998年
- 万能文化猫娘（脚本）
- タッチ Miss Lonely Yesterday あれから君は…（脚本）
- MASTERキートン（1998年 - 1999年、脚本）

2000年
- だぁ!だぁ!だぁ!（2000年 - 2002年、シリーズ構成・脚本）
- とっとこハム太郎（2000年 - 2004年、脚本）

2001年
- タッチ CROSS ROAD〜風のゆくえ〜（脚本）

2002年
- サイボーグ009 THE CYBORG SOLDIER（脚本）
- 花田少年史（2002年 - 2003年、脚本）

2003年
- 明日のナージャ（2003年 - 2004年、シリーズ構成・脚本）
- デ・ジ・キャラットにょ（2003年 - 2004年、脚本）
- ななか6/17（シリーズ構成・脚本）
- ウルトラマニアック（脚本）

2004年
- 双恋（シリーズ構成・脚本）
- スクールランブル（2004年 - 2005年、脚本）

2005年
- ほとり〜たださいわいを希う。〜（脚本）
- シュガシュガルーン（2005年 - 2006年、脚本）
- 雪の女王（2005年 - 2006年、脚本）

2006年
- スクールランブル 二学期（脚本）
- NANA（2006年 - 2007年、シリーズ構成・脚本）
- 神様家族（脚本）
- 009-1（脚本）

2007年
- のだめカンタービレ（シリーズ構成・脚本）
- レ・ミゼラブル 少女コゼット（シリーズ構成・脚本）
- ながされて藍蘭島（脚本）

2008年
- MAJOR 4th season（脚本）
- チーズスイートホーム（シリーズ構成・脚本）

2009年
- 源氏物語千年紀 Genji（シリーズ構成・脚本）
- チーズスイートホーム あたらしいおうち（シリーズ構成・脚本）
- MAJOR 5th season（脚本）
- 君に届け（シリーズ構成・脚本）

2010年
- MAJOR 6th season（脚本）
- ジュエルペット てぃんくる☆（脚本）

2011年
- 君に届け 2ND SEASON（シリーズ構成・脚本）
- はっぴーカッピ（シリーズ構成・脚本）
- うたの☆プリンスさまっ♪ マジLOVE1000%（シリーズ構成・脚本）
- 猫神やおよろず（脚本）

2012年
- 超訳百人一首 うた恋い。（シリーズ構成・脚本）

2013年
- 大人女子のアニメタイム「夕餉」（脚本）
- うたの☆プリンスさまっ♪ マジLOVE2000%（脚本）
- 神さまのいない日曜日（シリーズ構成・脚本）
- Super Seisyun Brothers -超青春姉弟s-（シリーズ構成・脚本）

2014年
- いなり、こんこん、恋いろは。（脚本）
- 神々の悪戯（シリーズ構成・脚本））
- アオハライド（シリーズ構成・脚本）

2015年
- それが声優!（脚本）
- ジュエルペット マジカルチェンジ（脚本）
- Dance with Devils（シリーズ構成・脚本）
- かみさまみならい ヒミツのここたま（脚本）
- ヤング ブラック・ジャック（脚本）

2016年
- マジきゅんっ!ルネッサンス（シリーズ構成・脚本）
- うたの☆プリンスさまっ♪ マジLOVEレジェンドスター（シリーズ構成・脚本）
- 私がモテてどうすんだ（脚本）

2018年
- ニル・アドミラリの天秤（シリーズ構成・脚本）
- かくりよの宿飯（シリーズ構成・脚本）

2021年
- さんかく窓の外側は夜（脚本）

2022年
- ラブオールプレー（シリーズ構成・脚本）（第7話まで）

2023年
- ツンデレ悪役令嬢リーゼロッテと実況の遠藤くんと解説の小林さん（シリーズ構成）
- 氷属性男子とクールな同僚女子（シリーズ構成）

2024年
- 30歳まで童貞だと魔法使いになれるらしい（シリーズ構成）
- となりの妖怪さん（シリーズ構成）

### 劇場アニメ
1979年
- がんばれ!!タブチくん!!

1980年
- がんばれ!!タブチくん!!激闘ペナントレース
- がんばれ!!タブチくん!!あゝつっぱり人生
- まことちゃん

1982年
- Dr.SLUMP “ほよよ!”宇宙大冒険

1983年
- うる星やつら オンリー・ユー

1985年
- うる星やつら3 リメンバー・マイ・ラブ

1986年
- タッチ2 さよならの贈り物
- 火の鳥 鳳凰編

1988年
- うる星やつら 完結篇

1989年
- ハローキティのシンデレラ

1991年
- うる星やつら いつだってマイ・ダーリン

1999年
- それいけ!アンパンマン アンパンマンとたのしい仲間たち

2000年
- それいけ!アンパンマン 人魚姫のなみだ

2003年
- それいけ!アンパンマン ルビーの願い
- 劇場版とっとこハム太郎 ハムハムグランプリン オーロラ谷の奇跡 リボンちゃん危機一髪!

2004年
- 劇場版とっとこハム太郎 はむはむぱらだいちゅ!ハム太郎とふしぎのオニの絵本塔
- それいけ!アンパンマン 夢猫の国のニャニイ

2005年
- それいけ!アンパンマン くろゆき姫とモテモテばいきんまん

2006年
- それいけ!アンパンマン いのちの星のドーリィ

2007年
- それいけ!アンパンマン シャボン玉のプルン

2008年
- それいけ!アンパンマン ヒヤヒヤヒヤリコとばぶ・ばぶばいきんまん

2009年
- よなよなペンギン

2010年
- それいけ!アンパンマン ブラックノーズと魔法の歌

2012年
- それいけ!アンパンマン よみがえれ バナナ島

2013年
- それいけ!アンパンマン とばせ! 希望のハンカチ

2015年
- それいけ!アンパンマン ミージャと魔法のランプ

2018年
- それいけ!アンパンマン かがやけ!クルンといのちの星

2025年
- ベルサイユのばら

### OVA
- るーみっくわーるど 炎トリッパー
- るーみっく・わーるど2 ザ・超女
- るーみっく・わーるど3 笑う標的
- 1ポンドの福音
- 火の鳥 宇宙編
- 火の鳥 ヤマト編
- 万能文化猫娘 DASH!
- ガラスの仮面 〜千の仮面を持つ少女〜
- 天使なんかじゃない
- 妖精王
- ベイビィ★LOVE
- グッドモーニング・コール
- ひよ恋 ※夏ドキッ★りぼんっ子パーティー55上映作品
- ショコラの魔法
- いじめ 〜いけにえの教室〜

### Webアニメ
- 君に届け 3RD SEASON（2024年、シリーズ構成・脚本[37]）

### テレビドラマ
- 白鳥麗子でございます!（1989年、TBS版）

### 作詞
- パパパーマのうた（「Dr.スランプ アラレちゃん」挿入歌）
- I LOVE ペンギン村（「Dr.スランプ アラレちゃん」）
- ペンギン村はいつもお天気（「Dr.スランプ アラレちゃん」）

### 著書
- ノベライズ
  - うる星やつら
  - サイボーグ009 超銀河伝説
  - 超人ロック
  - 約束の明日
  - 人魚の森
  - 小説犬夜叉
  - DEAR BOYS The Girls' day
  - 小説パタリロ!
  - 双恋〜双子たちといた季節〜
  - 明日のナージャ 16歳の旅立ち[38]
- お嬢さま作家・春菜の事件簿シリーズ
  - ロンドン塔でミステリー
  - ハリウッド大通りでミステリー
  - 香港ツアーでミステリー
  - 奈良の大仏でミステリー
- 中華名人周ロック・ホームズ：香港デラックス・ツアー殺人事件 ISBN 4915804119
- 星はすばる